# Jajura
Jajura est une ville et un woreda de la zone Hadiya de la région Éthiopie du Centre.
Jajura est desservie par des routes secondaires une vingtaine de kilomètres au sud-ouest de la capitale régionale Hosaena,.
Le recensement national de 2007 en fait état, sous le nom de Dajura, en tant que ville du  woreda Soro. Peuplée de 6 351 habitants, elle est alors la quatrième agglomération de la zone Hadiya après Hosaena, Shone et Gimbichu.
Elle obtient le statut de woreda au début des années 2020 et forme désormais un district urbain de 3,28 km2 enclavé dans Soro,. 
Comme toute la zone Hadiya, Jajura passe de la région des nations, nationalités et peuples du Sud à la région Éthiopie du Centre en 2023.